# Katalin Cseh
Katalin Cseh (ur. 29 czerwca 1988 w Montrealu) – węgierska polityk i lekarka, posłanka do Parlamentu Europejskiego IX kadencji.

## Życiorys
Ukończyła szkołę średnią w Budapeszcie. W latach 2007–2014 studiowała medycynę na Uniwersytecie Semmelweisa w Budapeszcie, specjalizując się w położnictwie i ginekologii. Kształciła się również w zakresie polityki zdrowotnej na Uniwersytecie Erazma w Rotterdamie. Pracowała m.in. w szpitalach w Barcelonie i Rio de Janeiro, a także jako nauczyciel akademicki.
Działała w organizacji młodych liberałów LiFE. W 2015 należała do założycieli organizacji Momentum, przekształconej później w partię pod nazwą Ruch Momentum. Została jej rzecznikiem do spraw międzynarodowych i przewodniczącą grupy roboczej do spraw zdrowia. Była członkinią kolegialnego prezydium partii, z którego odeszła w 2018 po wyborczej porażce tego ugrupowania. W 2019 została członkinią „Team Europe”, liczącej siedem osób grupy liderów Partii Porozumienia Liberałów i Demokratów na rzecz Europy w wyborach europejskich, w których również uzyskała mandat eurodeputowanej IX kadencji.